# ادمون باراف
ادمون باراف (فرانسوی: Edmond Baraffe‎؛ زادهٔ ۱۹ اکتبر ۱۹۴۲ – درگذشته ۱۹ آوریل ۲۰۲۰) بازیکن و مربی سابق فوتبال اهل فرانسه بود.
از باشگاه‌هایی که در آن بازی کرده‌است می‌توان به باشگاه فوتبال لیل و باشگاه فوتبال تولوز اشاره کرد.
وی همچنین در تیم ملی فوتبال فرانسه بازی کرده‌است.